# Nevada-tan
Nevada-tan (jap. たん NEVADA, także: jap. ネバダたん Nebada-tan) – to przydomek, pod którym stała się znana Natsumi Tsuji – (wówczas) jedenastoletnia japońska uczennica, która zabiła dwunastoletnią koleżankę z klasy. Incydent był opisywany jako Masakra w Sasebo.
Do morderstwa doszło 1 czerwca 2004 roku w szkole podstawowej w Sasebo (prefektura Nagasaki). Gardło i nadgarstki ofiary zostały podcięte nożem introligatorskim. Sprawczyni od tego czasu stała się internetowym fenomenem głównie ze względu na swoją płeć i młody wiek.
Wkrótce po opublikowaniu zdjęć uczennicy podejrzanej o zabójstwo pojawiły się pierwsze karykatury i memy, na których została przedstawiona w bluzie z kapturem z napisem „NEVADA”. Takie bluzy są powszechnie noszone przez fanów i członków drużyn sportowych Uniwersytetu w Nevadzie. Sprawczyni miała na sobie taką właśnie bluzę na klasowym zdjęciu, które bardzo szybko po ujawnieniu przestępstwa obiegło internet. Przyrostek tan dołączony do „NEVADA” jest odmianą zdrobnienia chan stosowanego w Japonii w odniesieniu do dzieci. Ponieważ japońskie prawo zabrania publikowania nazwisk nieletnich sprawców, ich prawdziwe nazwiska nie są ujawniane prasie. Jednak imię dziewczynki zostało przypadkowo ujawnione w programie telewizyjnym, a członkowie japońskiej społeczności internetowej 2channel upublicznili jej tożsamość na podstawie analizy zdjęcia emitowanego w programie.
We wrześniu 2004 roku sprawczyni została przeniesiona z domu dla nieletnich w Nagasaki do zakładu poprawczego dla dziewcząt w prefekturze Tochigi na mocy nakazu Oddziału Sasebo Sądu Rodzinnego prefektury Nagasaki. Tamtejsza instytucja jest jedyną dla dziewcząt w całej Japonii, w której możliwe jest przetrzymywanie osadzonych w izolatce.